# 德米特里·瑟喬夫
德米特里·瑟喬夫（俄语：Дми́трий Евге́ньевич Сычёв，Dmitriy Yevgenyevich Sychyov，1983年10月26日—）是一位俄羅斯足球運動員。有"俄羅斯歐文" 之稱。他通常在場上扮演中鋒的角色，不過也能司職影子前鋒或進攻型中場。他被認為是俄羅斯最危險的前鋒之一。